# Fietsenmaker

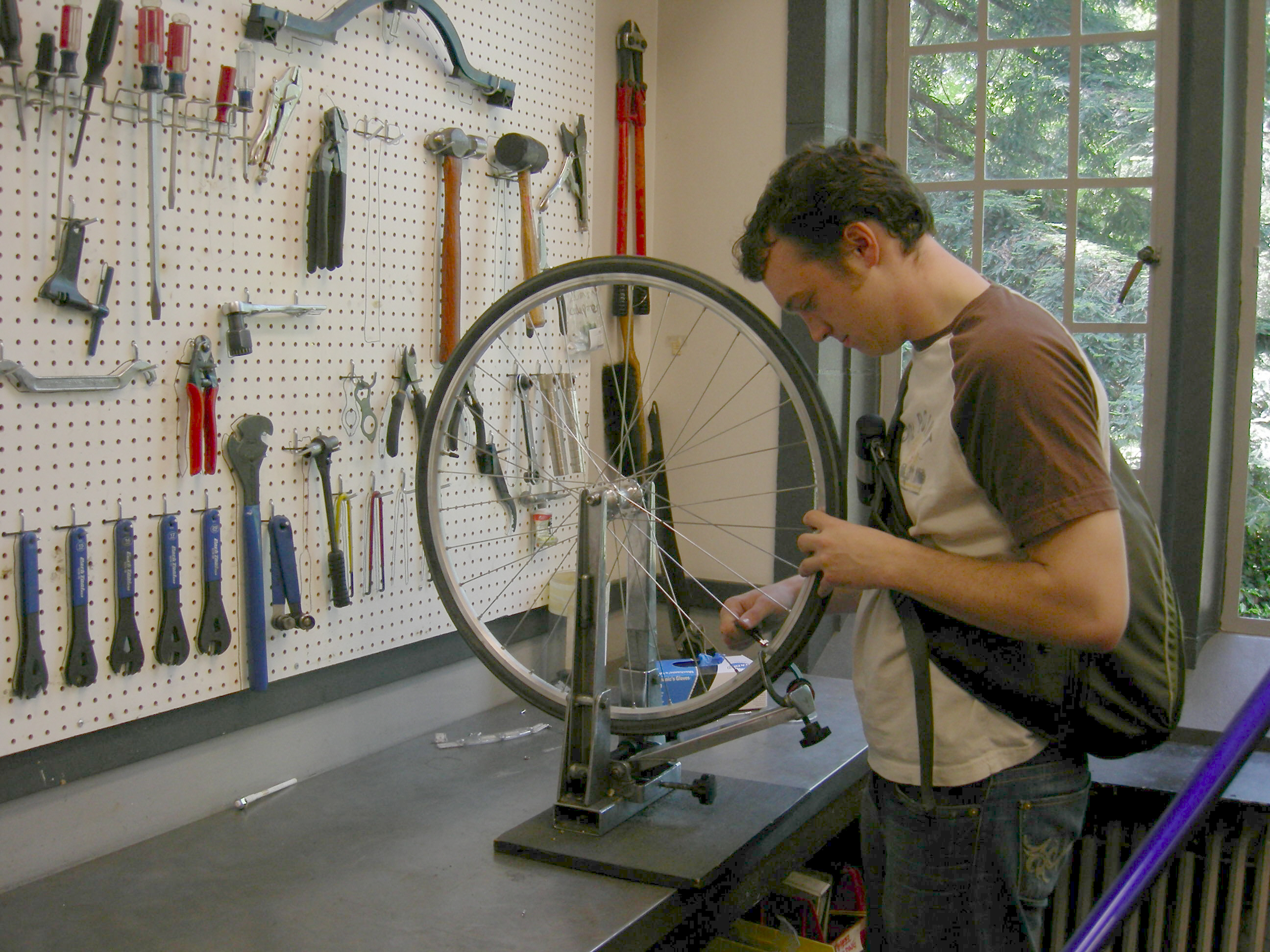
Fietsenmaker op de University of Washington in Seattle

Een fietsenmaker is iemand die fietsen verkoopt en repareert. Vaak heeft deze een winkel waarin fietsen uitgestald staan en waarin hij accessoires en reserveonderdelen verkoopt. Achter in de winkel is vaak een werkplaats met gereedschap, waar fietsen gerepareerd kunnen worden.
De fietsenmaker staat ook wel bekend onder de meer formele betiteling 'rijwielhersteller'.
Het betreft veel eenmanszaken. Grotere bedrijven met een werkplaats zijn biketotaal en Halfords.

## Mobiele fietsenmaker
Sinds 2011 is de mobiele fietsenmaker in opkomst. Deze fietsenmaker komt met een volledig uitgeruste bus naar de klant toe om ter plekke bijvoorbeeld een band te verwisselen. 

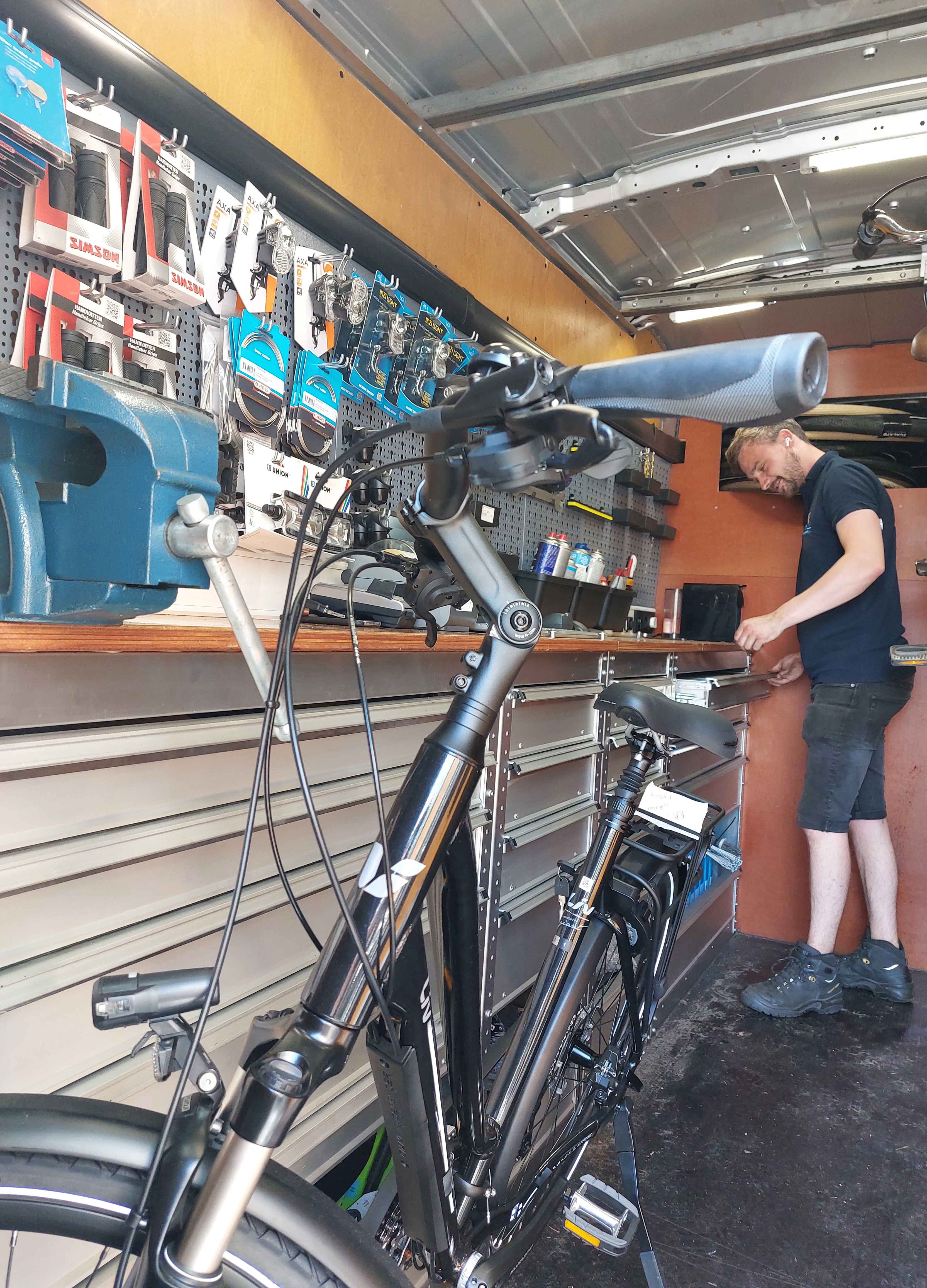
Een mobiele fietsenmaker in zijn busje.

 Deze dienst is voornamelijk bij e-bike bezitters in trek, zij hoeven niet met hun zware e-bike kilometers te lopen naar een dichtstbijzijnde zaak. De werkplek van de mobiele fietsenmaker is dan ook voorzien van mogelijkheden om deze fietsen uit te lezen.

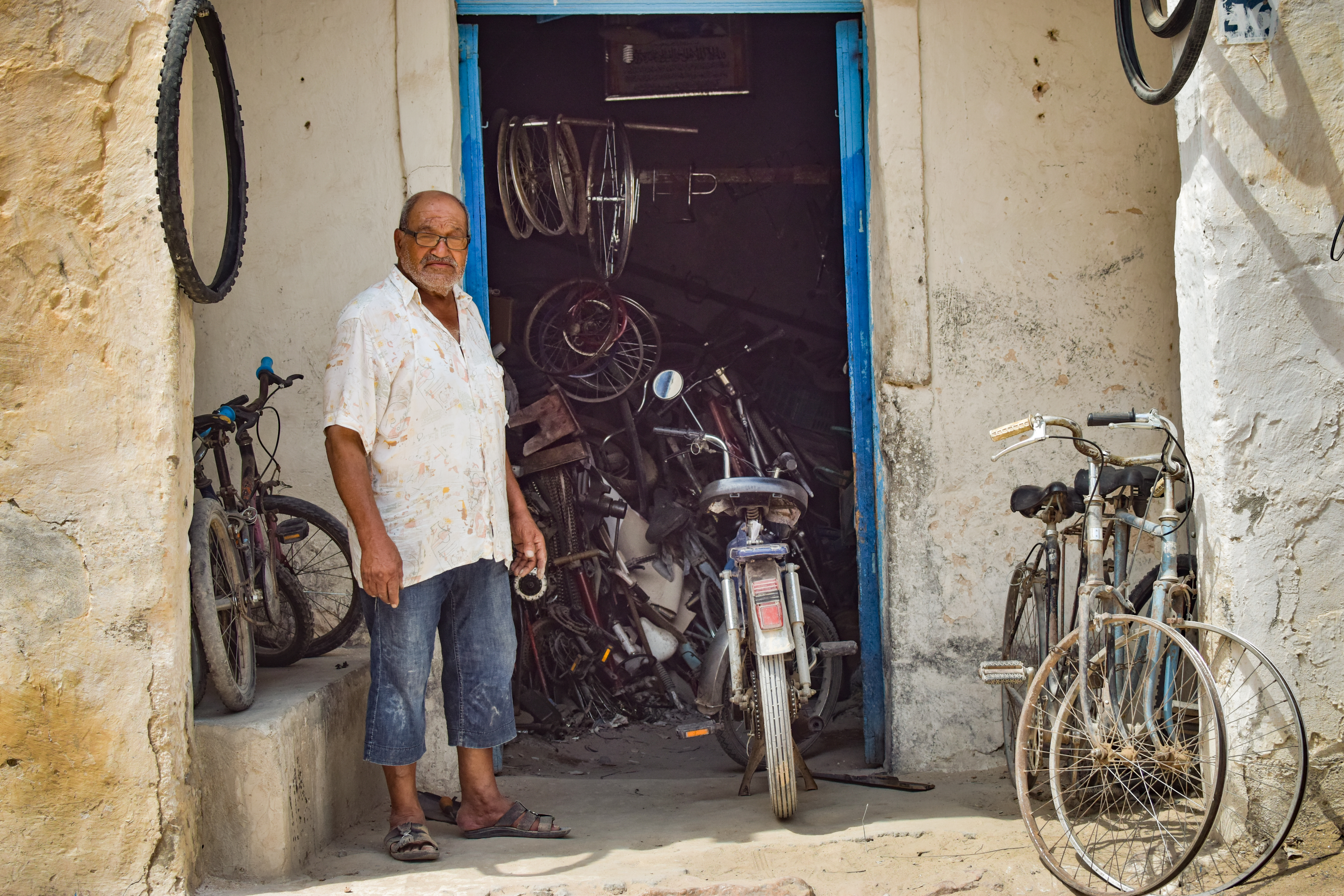
Fietsenmaker in Tunesië